# Divariscintilla toyohiwakensis
Divariscintilla toyohiwakensis is een tweekleppigensoort uit de familie van de Galeommatidae. De wetenschappelijke naam van de soort is voor het eerst geldig gepubliceerd in 2011 door Yamashita, Haga & Lützen.